# مروان المطرفي
مروان طالب المطرفي لاعب كرة قدم سعودي ، يلعب كلاعب وسط لعب سابقاً في نادي الذهب.